# برق خورشیدی بالکنی

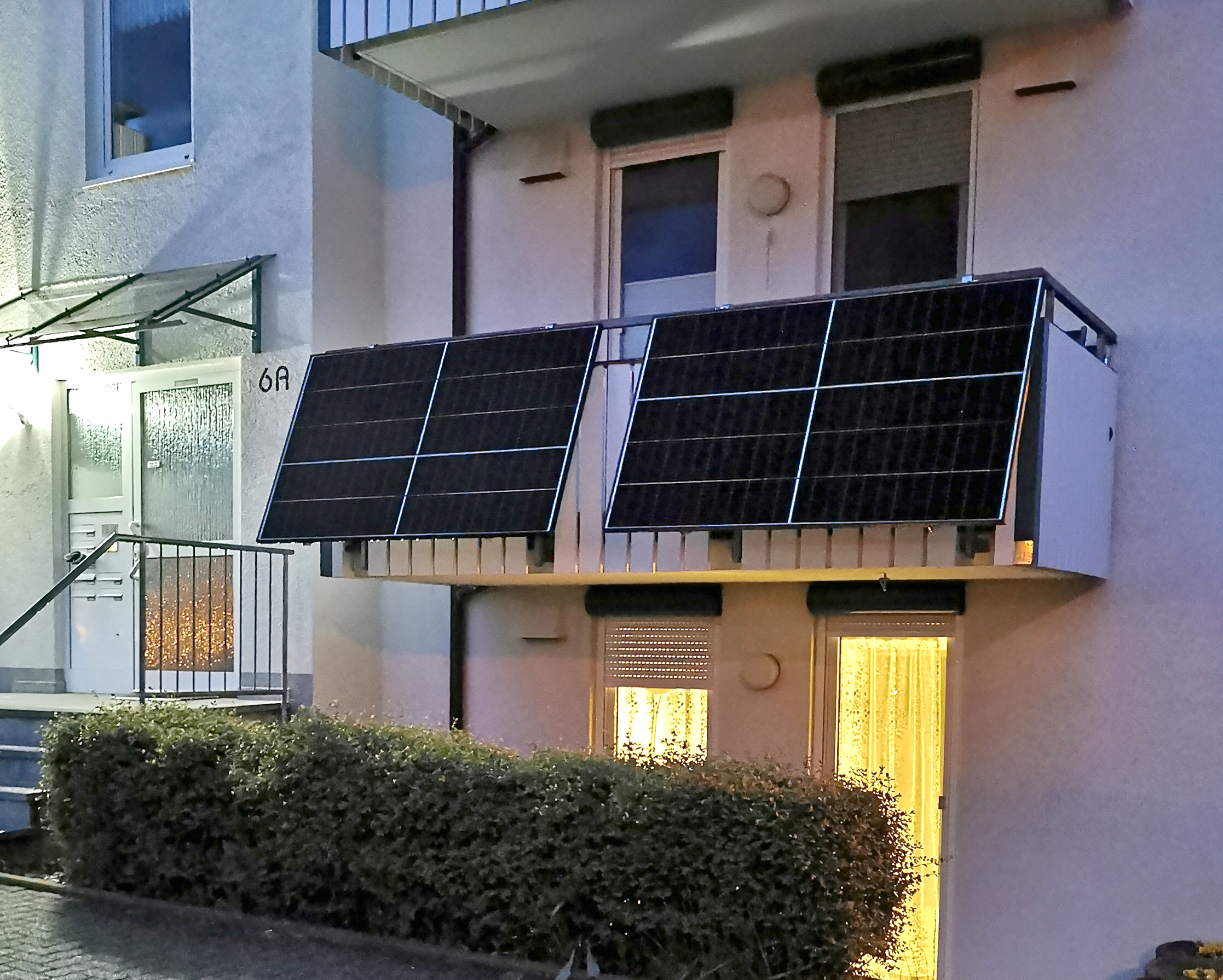
یک نیروگاه برق بالکنی در یک آپارتمان، سال ۲۰۲۳.

برق خورشیدی بالکنی یا سیستم خورشیدی بالکن یک سامانه فتوولتائیک کوچک برای تولید برق است. این سامانه شامل یک یا چند ماژول خورشیدی، یک اینورتر، یک کابل اتصال ولتاژ پایین و یک دوشاخه برای اتصال به مدار نهایی در شبکه برق یک مصرف‌کننده نهایی است. بالکن، کانکس، سقف گاراژ یا تراس اغلب به عنوان محل نصب این سامانه مورد استفاده قرار می‌گیرد. برق تولید شده را می‌توان بلافاصله استفاده کرد، برق بلااستفاده ناشی از اتصال مصرف‌کننده بدون پرداخت هیچ پاداشی به مالک آن، وارد شبکه عمومی می‌شود.در آلمان تا ماه اکتبر ۲۰۲۴، بیش از ۷۰۰٬۰۰۰ سیستم خورشیدی برق بالکن نصب شده بود.ایالات متحده که دارای بازار بالقوه ظرفیت ۵۷ گیگاواتی نیروگاه‌های خورشیدی بالکنی است، فاقد مقررات تدوین شده‌ای برای نصب چنین سیستم‌هایی است.
بزرگ‌ترین مزیت این سیستم برای کاربران سهولت استفاده است. برخلاف نیروگاه خورشیدی پشت‌بامی که برای نصب به افراد حرفه‌ای نیاز دارد، یک سامانه خورشیدی بالکنی متشکل از پنل‌ها و یک سازه نصب است و می‌توان با بهره بردن از دستورالعمل‌های ارائه شده آن را نصب کرد.
از جمله مزایای بهره بردن از سیستم خورشیدی بالکنی می‌توان به صرفه‌جویی در هزینه، کاهش رد پای کربن، استقلال انرژی، نصب آسان، فضای کم و قابلیت جابجایی اشاره کرد. معایب به‌کارگیری این سیستم از قبیل وابستگی به نور خورشید، تولید برق محدود و هزینه صرف شده اولیه می‌باشد. پنل‌های خورشیدی بالکنی به خاطر تعداد کم و ابعاد کوچک قادر به تولید برق زیادی نیستند اما می‌توان از طریق آنها در هزینه برق برخی از لوازم خانگی صرفه‌جویی کرد.